# Celtic Woman
Celtic Woman est un groupe de musique celtique irlandais créé en 2004.

## Composition
Celtic Woman se compose actuellement de :
- 3 chanteuses :
  - Hannah Traynor (depuis 2022)
  - Emma Warren (depuis 2023)
  - Muirgen O'Mahoney (depuis 2021)
- une violoniste, Tara McNeill (depuis 2016)
- un compositeur, Darragh O'Toole

C'est un collectif de chanteuses déjà présentes sur les scènes internationales (Japon, États-Unis, Irlande, Afrique du Sud…). Les anciens membres du groupe :
- - Hayley Westenra (2006-2014)
  - Méav Ni Mhaolohatha (2004-2007)
  - Orla Fallon (2004-2009)
  - Lynn Hilary (2009-2010)
  - Alex Sharpe (2009-2010)
  - Lisa Lambe (2010 - 2014)
  - Lisa Kelly (2004 - 2012)
  - Susan Mc Fadden (2012-2018)
  - Éabha McMahon (2015-2020)
  - Chloë Agnew (2004-2013, 2020-2022)
  - Mairéad Carlin (2013-2020)
  - Megan Walsh (2018-2023)
  - La violoniste, Máiréad Nesbitt (depuis 2004) (qui a également été violoniste pour le spectacle Lord of the Dance)

Elles ont sorti quatre albums : A Christmas Celebration ; Celtic Woman - New Age ; Celtic Woman - A New Journey ; Songs From the Heart.
Et à chaque sortie d'un CD, elles ont également sorti un DVD.

### Changements / remplacements
Après un premier départ de Méav (pour donner naissance à sa fille, Anna), Deirdre Shannon intègre le groupe pour quelque temps, jusqu'à ce que Méav puisse revenir. Par la suite, Méav quitte le groupe définitivement afin de se consacrer à sa carrière de soliste. Lynn Hilary la remplace.
Lisa Kelly également quitta le groupe pour quelques mois pour donner naissance à sa fille Ellie, le 5 mars 2008. Alex Sharpe la remplace jusqu'à son retour.
Hayley Westenra intègre le groupe pendant quelque temps, mais finit par se consacrer entièrement à sa propre carrière.
Le 5 août 2013, le site Celtic Woman a annoncé que Chloë Agnew (en) allait s'éloigner de Celtic Woman pour se concentrer sur ses projets en solo.

## Discographie
- 2005 : Celtic Woman (CD & DVD)
- 2006 : A Christmas Celebration (CD & DVD)
- 2007 : A New Journey (CD & DVD)
- 2008 : The Greatest Journey - Essential Collection (CD & DVD)
- 2010 : Songs from the Heart (CD & DVD)
- 2011 : Lullaby (CD)
- 2011 : Believe (compilation CD & DVD)
- 2012 : Home for Christmas (CD & DVD)
- 2012 : Silent Night (États-Unis)
- 2014 : Emerald (CD & DVD)
- 2015 : Destiny (CD & DVD)
- 2016 : Voices Of Angels (CD)
- 2017 : The Best Of Christmas (CD)
- 2018 : Homecoming - Live From Ireland (CD & DVD)
- 2018 : Ancient Land (CD & DVD)
- 2019 : The Magic Of Christmas (CD)
- 2020 : Celebration - 15 Years Of Musig And Magic (CD)